# Isola Wilson (Windmill)
L'isola Wilson (in inglese Wilson Island) è una piccola isola antartica facente parte dell'arcipelago Windmill.
Localizzata ad una latitudine di 66° 27' sud e ad una longitudine di 110°35' est, l'isola dista poco più di 1 chilometro dall'isola Bosner. La zona è stata mappata per la prima volta mediante ricognizione aerea durante l'operazione Highjump e l'operazione Windmill, negli anni 1947-1948. È stata intitolata dalla US-ACAN a W. Stanley Wilson, biologo del team della stazione Wilkes nell'anno 1961.